# Nettlestead, Kent
Nettlestead är en ort och civil parish i grevskapet Kent i sydöstra England. Orten ligger i distriktet Maidstone vid floden Medway, cirka 8,5 kilometer sydväst om Maidstone och cirka 6 kilometer söder om West Malling. Civil parishen hade 912 invånare vid folkräkningen år 2021.